# NGC 2171
NGC 2171 – chmura gwiazd znajdująca się w gwiazdozbiorze Góry Stołowej. Należy do Wielkiego Obłoku Magellana. Odkrył ją John Herschel 16 grudnia 1835 roku.
Baza SIMBAD jako NGC 2171 podaje zupełnie inną gromadę gwiazd, oznaczaną również jako KMHK 1571 lub [SL63] 809; gromada ta znajduje niedaleko od pozycji podanej przez Herschela, jednak ma zbyt mały rozmiar kątowy i nie pasuje do opisu odkrywcy.